# Listă de fabrici din România
Aceasta este o listă de fabrici din România:
- Fabrica de avioane ASTRA
- Fabrica de cărămizi din Ciurea
- Fabrica de Pulberi Făgăraș
- Fabrica de Țigarete din Iași
- Fabrica de Țigarete din Sfântu-Gheorghe
- Fabrica de Țigarete din Timișoara
- Fabrica Schiell
- Fabrica P&G din Urlați, Prahova

Fabrici de bere
- Fabrica de bere Grivița
- Fabrica de Bere Timișoara
- Fabrica de Bere din Turda
- Fabrica de Bere din Galați
- Fabrica de Bere din Suceava

## Vezi și
- Listă de companii din România
- Lista fabricilor din Oradea